# Zespół przyrodniczo-krajobrazowy „Zaleskie Łęgi”
Zespół przyrodniczo-krajobrazowy „Zaleskie Łęgi” – zespół przyrodniczo-krajobrazowy w Szczecinie na wyspie Zaleskie Łęgi (Śródmieście, Międzyodrze-Wyspa Pucka) o powierzchni 71,58 ha powołany Rozporządzeniem Wojewody Zachodniopomorskiego z dnia 15 lutego 2001 w celu ochrony cennego ekosystemu lasów bagiennych, mającego szczególne znaczenie dla zachowania i ochrony rzadkich gatunków roślin i zwierząt. Lasy bagienne reprezentowane są przez łęgi olszowe z jesionem i leszczyną, olszyny oraz łęgi wierzbowo-topolowe na terenach nadwodnych. Kompleks wchodzi w skład Lasów Państwowych zarządzanych przez Nadleśnictwo Gryfino (leśnictwo Podjuchy).